# Бектемир, Айдос Жумадилдаевич
Айдос Жумадилдаевич Бектемиров (26 мая 1950 г.род Шетский район, Карагандинская область) — казахский актер театра и кино. Заслуженный артист Казахстана (1996). Лауреат Государственной премии Республики Казахстана (2016).

## Биография
- Айдос Бектемир родился в 1950 году в с. Каргалы, районе Шет, Карагандинской области. Происходит из ходжи.
- В 1967—1969 гг. окончил Республиканскую эстрадно — цирковую студию, по специальности артист художественного жанра.
- В 1969—1970 гг. работал в товариществе «Казахконцерт».
- В 1970—1972 гг. работал в ансамбле Военного округа Центральной Азии.
- В 1972—1973 гг. работал в Республиканском эстрадном ансамбле «Гульдер».
- После окончания училища Щепкина в Москве в 1978 году по направлению Министерства культуры КазССР едет работать в Торгайский областной музыкально-драматический театр. В том же году переводится в ТЮЗ им. Г. Мусрепова г. Алматы.
- С 2003 года актёр Казахского национального академического театра драмы имени М. О. Ауэзова.

## Основные роли на сцене
- Из национальной классики и современной драматургии: Т. Рыскулов в драмах «Красная стрела», «Письмо Сталину» Ш. Муртазы, Лесник в «Острове любви» А. Тауасарова, Кабанбай в «Примаке» Т. Ахтанова, Абай в драме «Қалың елім, қазағым», Котыбар в «Айман-Шолпан» М. Ауэзова (реж. Е. Обаев), Кенгирбай в «Енлик-Кебек» (Х. Амир—Темир), Акжелке в «Лихой године» (реж. А. Рахимов), Карабай в «Козы Корпеш — Баян сулу» Г. Мусрепова (Легенда о любви) (реж. К. Сугурбеков), Сыбанкул в «Материнском поле» Ч. Айтматова (реж. А. Мамбетов), Сейтмалик в комедии «Сваты» Е. Уахитова (реж. А. Рахимов), Пан Нурмагамбет в «Одержимом» Д. Исабекова (реж. Е. Обаев), сосед в спектакле «Ночь при свечах» Н. Оразалина (реж. Н. Жакыпбай) и другие.
- Из мировой классики и современной драматургии: Мади в драме «Атыннан айналайын» А. Абишева, Абдолла в спектакле «Звезды нашего дома», Штейниц в драме «Перед заходом солнца» Г. Гауптмана (реж. Р. Андриасян), Яичница в комедии «Женитьба» Н. Гоголя (реж. В. Захаров), Зиябек в трагедии «Когда плачут кони» Т. Мурода (реж. О. Салимов), Граф в «Ромео и Джульетта» Шекспира (реж. О. Салимов) и др.

## Кинороли
- 2019 — Хийморь (Монголия) — пожилой казах
- 2015 — Кунанбай (Казахстан) — Султан Барак
- 2013 — Путь лидера. Огненная река. Железная гора (Казахстан) — Алпыс, отец Сары
- 2011 — Алдар Косе (Казахстан) — Берикбай
- 2010 — Цугцванг (Казахстан) — глава мафии
- 2009 — Братья (Казахстан) — Ерсаин, отец братьев
- 2009 — Биржан-сал (Казахстан)
- 1983—1984 — Чокан Валиханов — Барымтач
- 1981 — Провинциальный роман — приятель Эркина
- 1979 — Вкус хлеба — Кенжеков

## Награды
- 1996 — Заслуженный артист Казахстана (09.12.1996)[1]
- 2011 — Орден Курмет[2]
- 2016 — Государственная премия Республики Казахстан 2016 года в области литературы и искусства (за роль Султан Барак полнометражный художественный фильм «Кунанбай»)[3]
- 2016 — Медаль «25 лет независимости Республики Казахстан»